# 柳溝駅
柳溝駅（りゅうこうえき）は中華人民共和国甘粛省酒泉市瓜州県布隆基郷にある中国鉄路総公司蘭州鉄路局が管轄する駅である。1956年開業。この駅は蘭新線と敦煌線の接続駅で敦煌線の起点駅でもある。この駅は四等駅であるが、重要な駅であり、特に近年は賑やかになっている。

## 所属路線
- 中国鉄路総公司
  - 蘭新線：蘭州駅起点より971km
  - 敦煌線

## 利用状況
旅客列車としては、通勤列車が停車している。また、貨物も取り扱っている。

## 次の駅
中国鉄路総公司
蘭新線
橋湾駅 - 柳溝駅 - 安北駅
敦煌線
柳溝駅 - 小宛駅